# آرلینگتون (ایلینوی)
 آرلینگتون، ایلینوی(به انگلیسی: Arlington, Illinois) یک روستا در حوزه شهرستان، ایلینوی، ایالات متحده است. جمعیت آن بر اساس سرشماری سال ۱۹۳ بود.
بخشی از اتاوا، ایلینوی در منطقه آماری مایکروپولیتن، واقع در شرق شهرهای کواد در شمال پیوریا و گالسبورگ، غرب  لاسال و  پرو، و جنوب غربی راکفورد و شیکاگو.